# Землинский, Лев Ильич
Лев Ильи́ч Земли́нский (род. 8 марта 1958, Балашиха, Московская область) — советский и российский композитор, аранжировщик, музыкант, звукорежиссёр и публицист.

## Биография
Родился 8 марта 1958 года в Балашихе в семье военного инженера.
Окончил Московский институт связи (факультет радио) и Московское музыкальное училище (отделение джазовое фортепиано); начал карьеру музыканта, ещё будучи студентом, играл в ансамбле, затем был музыкальным руководителем, аранжировщиком, работал с различными московскими ансамблями и исполнителями. С 1983 года работает профессиональным музыкантом.
Изучал джаз в Московской экспериментальной джазовой студии. В 1991 году брал частные уроки композиции в Московской консерватории.
В 1994 году представлял Россию на конкурсе «Евровидение» в Ирландии в качестве композитора, дирижировал Оркестром Ирландского радио и телевидения, исполнявшим песню российской участницы Маши Кац в авторской оркестровке.
В 1999 году принимал участие в качестве композитора в постановке шоу «Аркадия — параллельные миры» в Нидерландах, сочетающего в себе элементы современного театра, цирка, балета. Музыка исполнялась ансамблем из 8 музыкантов. Шоу было показано в течение года в Нидерландах, Германии, Бельгии, Люксембурге.
В качестве оркестровщика работал в проектах с участием больших симфонических оркестров и эстрадных исполнителей. Наиболее известный из них — концерт Л. Долиной и А. Градского с оркестром п/у Евгения Светланова (оркестровка песен в исполнении Л. Долиной).
В течение ряда лет сотрудничал с библиотекой (production library) «Flying Hands», США. Писал инструментальную музыку для использования в кино и ТВ.
В качестве композитора с 2004 года сотрудничает с Большой анимационной студией «Пилот», написал музыку для более чем 40 музыкальных заставок цикла «Гора самоцветов», а также для 13 фильмов этого цикла. Цикл основан на сказках народов, живущих в России. Работал также в качестве композитора над анимационными фильмами других студий (Мастер-фильм, Пчела). С 2007 года писал музыку для совместного анимационного проекта студий «Пилот» и «Аэроплан» — Мультироссия («Мы живём в России»).
В 2003 году работал с большим оркестром при подготовке концертов Алсу.
С 2010 по 2019 год принимал участие в качестве композитора в анимационном детском сериале «Фиксики». Сериал с успехом идёт в эфире каналов Россия-1 и Карусель.
В 2007 г. написал музыку для полнометражного российско-американского художественного фильма «Путевой Обходчик», компания «Monumental Pictures».
Несколько лет вел рубрику, посвященную домашним музыкальным студиям, в журнале «Music Box». Публиковал там также статьи об авторском праве и на другие темы.
Писал музыку для Российской государственной цирковой компании, Цирка Никулина, а также некоторых европейских цирковых компаний. Участвовал в постановке ряда программ в качестве композитора.

## Фильмография
- 2004—2022 «Гора самоцветов»:
  - 2004 «Как пан конём был» композитор
  - 2004 «Толкование сновидений» композитор
  - 2004 «Жадная мельничиха» композитор
  - 13 февраля 2005 «Злыдни» композитор
  - 13 февраля 2005 «Лис и дрозд» композитор
  - 13 февраля 2005 «Ловись, рыбка» композитор
  - 2 ноября 2005 «Царь и ткач» композитор
  - 2006 «Сердце зверя» композитор, звукорежиссёр
  - 2007 «Чепоги» композитор
  - 2008 «Глинька» композитор, звукорежиссёр
  - 2008 «Про Степана-кузнеца» композитор, звукорежиссёр
  - 2009 «Похождения лиса» композитор, звукорежиссёр
  - 2009 «Про собаку Розку» композитор, звукорежиссёр
  - 2009 «Рогатый Хан» композитор
  - 2010 «Проделки лиса» композитор, звукорежиссёр
  - 2012 «Сказ хотанского ковра» композитор
  - 2013 «Пастуший рожок» композитор
  - 2020 «Царский сын» композитор, звукорежиссёр
  - 2021 «Дровосекова краюшка» композитор
  - 2022 «Добрый богатырь Эртэ» композитор, звукорежиссёр
- 2005 «Эволюция Петра Сенцова» композитор, звукорежиссёр
- 2007 «Путевой обходчик» композитор
- 2006—н.в. «Мульти-Россия» композитор, звукорежиссёр
- 2010—2019 «Фиксики» композитор, звукорежиссёр
- 2010 «Космические археологи. Время разбрасывать камни» композитор, звукорежиссёр
- 2010 «Премьера» композитор, звукорежиссёр
- 2013 «Профессор Почемушкин» композитор
- 2020—2022 «Фиксики. Новенькие» композитор
- 2023 «Пират и виолончель» композитор
- 2024 «Радиопомехи» композитор
- 2025 «Жёсткий багет» композитор, звукорежиссёр
- 2025 «Камицу» композитор